# Will Ainsworth
Will Ainsworth (Birmingham, Alabama, 22 de marzo de 1981) es un político estadounidense. Afiliado al  Partido Republicano, desde 2019 ejerce como vicegobernador del Estado de Alabama. Anteriormente, se desempeñó como representante del distrito 27 de la Cámara de Representantes de Alabama, cargo para el que fue elegido el 4 de noviembre de 2014. No se presentó a la reelección en 2018, y en su lugar se postuló como vicegobernador.

## Política
El 4 de noviembre de 2014, Ainsworth fue elegido para la Cámara de Representantes de Alabama por el distrito 27. Fue elegido como vicegobernador en las elecciones generales del 6 de noviembre de 2018, asumiendo el cargo el 14 de enero de 2019.
En 2019 apoyó la prohibición del aborto en Alabama. En julio de 2020, criticó el mandato de máscara facial de la gobernadora Kay Ivey, diciendo que obligar a las personas a usar máscaras era un «traspaso que infringe los derechos de propiedad de los dueños de negocios y la capacidad de las personas para tomar sus propias decisiones de salud». El 21 de octubre de 2020, Ainsworth anunció que había dado positivo en la prueba de COVID-19.

## Vida personal
Ainsworth está casado con Kendall Foster, con quien tiene tres hijos. Es bautista, y asiste a la iglesia bautista Gilliam Springs en Arab.

## Resultados electorales

### Cámara de Representantes de Alabama
| 2014 | 27.º distrito | R | 7,355 | \| \| 59,69 % \| | Electo | [ 9 ] |
|      | 59,69 %       |   |       |                  |        |       |

### Vicegobernación de Alabama
|  | 61,25 % |

|  | 83,68 % |